# شیهان ۱۶۰۳۷
سیارک ۱۶۰۳۷ (به انگلیسی: 16037 Sheehan، نامگذاری:1999GX8) شانزده هزار و سی و هفتمین سیارک کشف شده‌است که در ۱۰ آوریل ۱۹۹۹ کشف شد.
قدر مطلق سیارک برابر ۲۹.۵ است.